# 奇洛埃省
奇洛埃省（西班牙語：Provincia de Chiloé），智利南部湖大区省份之一。总面积7,165.5 km2（2,766.6 sq mi），总人口142,194（2002年），其中城市人口82,058，总人口密度20/km2。省会位于卡斯特罗市。该省包含奇洛埃群岛（Desertores除外）。

## 行政
奇洛埃省政府首脑为省长，由智利总统委任。奇洛埃省包含10个区。
- Ancud
- 卡斯特罗市
- Chonchi
- Curaco de Vélez
- Dalcahue
- Puqueldón
- Queilén
- Quellón
- Quemchi
- Quinchao